# Tati (drottning)
Tati var en drottning under Egyptens fjortonde dynasti.  Hon är den enda drottningen som är känd från den fjortonde dynastins tid, och tycks ha haft ett visst politiskt inflytande. 
Tati tros ha varit gift med farao Sheshi, och mor till farao Nehesy. Hennes namn är inte egyptiskt utan kushitiskt, och det har föreslagits att hon var en prinsessa från det kushitiska kungadömet Kerma och att äktenskapet arrangerats som ett led i den fred som då slöts mellan rikena.  
Ett flertal scarabéer med hennes namn och titlar i Kartusch har återfunnits, något som antyder en officiell politisk roll, eftersom sådana sigill normalt sett var reserverade för faraoner, kronprinsar och kungliga skattemästare.